# Euxoa karafutonis
Euxoa karafutonis är en fjärilsart som beskrevs av Matsumura 1925. Euxoa karafutonis ingår i släktet Euxoa och familjen nattflyn. Inga underarter finns listade i Catalogue of Life.